# Синко Ранч (Тексас)
Синко Ранч (енгл. Cinco Ranch) насељено је место без административног статуса у америчкој савезној држави Тексас.

## Демографија
По попису из 2010. године број становника је 18.274, што је 7.078 (63,2%) становника више него 2000. године.
| Група             | 2000.         | 2010.          |
| Белци             | 9.325 (83,3%) | 12.537 (68,6%) |
| Афроамериканци    | 319 (2,8%)    | 658 (3,6%)     |
| Азијати           | 742 (6,6%)    | 2.371 (13,0%)  |
| Хиспаноамериканци | 654 (5,8%)    | 2.349 (12,9%)  |
| Укупно            | 11.196        | 18.274         |